# 弦楽四重奏曲 (シューマン)
弦楽四重奏曲 作品41は、ロベルト・シューマンによって1842年に作曲され、以下の3曲からなる。
- 弦楽四重奏曲第1番イ短調　作品41の1
- 弦楽四重奏曲第2番ヘ長調　作品41の2
- 弦楽四重奏曲第3番イ長調　作品41の3

## 作曲の経緯と初演
シューマンが作曲した弦楽四重奏曲は、この作品41の3曲のみである。
1840年に結婚した妻クララが、1842年に結婚後初めての長い演奏旅行に出ている間、シューマンはライプツィヒの自宅で一人暮らしを余儀なくされ、極度のスランプに陥っていた。1840年の歌曲 (｢歌曲の年｣)、1841年の交響曲 (｢交響曲の年｣)に続き、新たに室内楽に目を向け、1842年6月4日に第1番の作曲を開始し、約2か月の間に3曲の弦楽四重奏曲を完成した。これらは、シューマンにとって最初の室内楽曲作品である。
フェルディナント・ダヴィッドの率いる四重奏団により、1842年9月13日の妻クララの23歳の誕生日の贈り物として私的な初演が行われた。
楽譜は翌1843年ブライトコップ・ウント・ヘルテル社から出版され、フェリックス・メンデルスゾーンに献呈された。
なお、この1842年は、ピアノ五重奏曲、ピアノ四重奏曲がたて続けに作曲され、シューマンの｢室内楽の年｣と呼ばれる。

## 楽曲構成

### 弦楽四重奏曲第1番イ短調　作品41の1
第1楽章 Introduzione. Andante espressivo — Allegro 
第2楽章 Scherzo. Presto - Intermezzo 
第3楽章 Adagio 
第4楽章 Allegro

### 弦楽四重奏曲第2番ヘ長調　作品41の2
第1楽章 Allegro vivace
第2楽章 Andante quasi Variazioni
第3楽章 Scherzo. Presto - Trio. l'istesso tempo - Coda
第4楽章 Allegro molto vivace

### 弦楽四重奏曲第3番イ長調　作品41の3
第1楽章 Andante espressivo - Allegro molto moderato
第2楽章 Assai agitato　- Un poco Adagio - Tempo risoluto
第3楽章 Adagio molto 
第4楽章 Finale. Allegro molto vivace

### 楽譜
- 弦楽四重奏曲第１番作品41の1の楽譜 - 国際楽譜ライブラリープロジェクト
- 弦楽四重奏曲第２番作品41の2の楽譜 - 国際楽譜ライブラリープロジェクト
- 弦楽四重奏曲第３番作品41の3の楽譜 - 国際楽譜ライブラリープロジェクト

### 楽曲解説
- Robert Schumann String Quartet No. 1 in A minor, Op. 41/1 Description by Blair Johnston(英語)
- Robert Schumann String Quartet No. 2 in F major, Op. 41/2 Description by Blair Johnston(英語)
- Robert Schumann String Quartet No. 3 in A major, Op. 41/3 Description by Blair Johnston(英語)